# Dobryń (gmina)
Dobryń (od 1973 Zalesie) – dawna gmina wiejska istniejąca w latach 1809–1954 na Lubelszczyźnie. Siedzibą gminy był Dobryń (w latach 1919–39 Zalesie).
Gmina Dobryń powstała w 1809 roku w Księstwie Warszawskim. Po podziale Królestwa Polskiego na powiaty i gminy z początkiem 1867 roku gmina Dobryń weszła w skład w powiatu bialskiego w guberni siedleckiej (w latach 1912–1915 jako część guberni chełmskiej). Gmina składała się z 11 wsi: Kłoda Duża, Kłoda Mała, Horbów, Kijowiec, Dereczanka, Husinka, Kuczukówka, Dobryń, Wólka Dobryńska, Lachówka i Zalesie.
W 1919 gmina weszła w skład woj. lubelskiego, jednocześnie przeniesiono siedzibę gminy z Dobrynia do Zalesia. Podczas okupacji gmina należała do dystryktu lubelskiego (w Generalnym Gubernatorstwie). Według stanu z dnia 1 lipca 1952 roku gmina Dobryń składała się z 16 gromad.
Jednostka została zniesiona 29 września 1954 roku wraz z reformą wprowadzającą gromady w miejsce gmin. Z obszaru gminy utworzono Gromadzkie Rady Narodowe w Berezówce, Kijowcu, Woskrzenicach Dużych, Wólkce Dobryńskiej i Zalesiu. Po reaktywowaniu gmin z dniem 1 stycznia 1973 roku gminy Dobryń nie przywrócono, utworzono jednak jej odpowiednik, gminę Zalesie.